# Småtörel
Småtörel (Euphorbia exigua) är en växtart i familjen törelväxter. 